# Joseph Norden

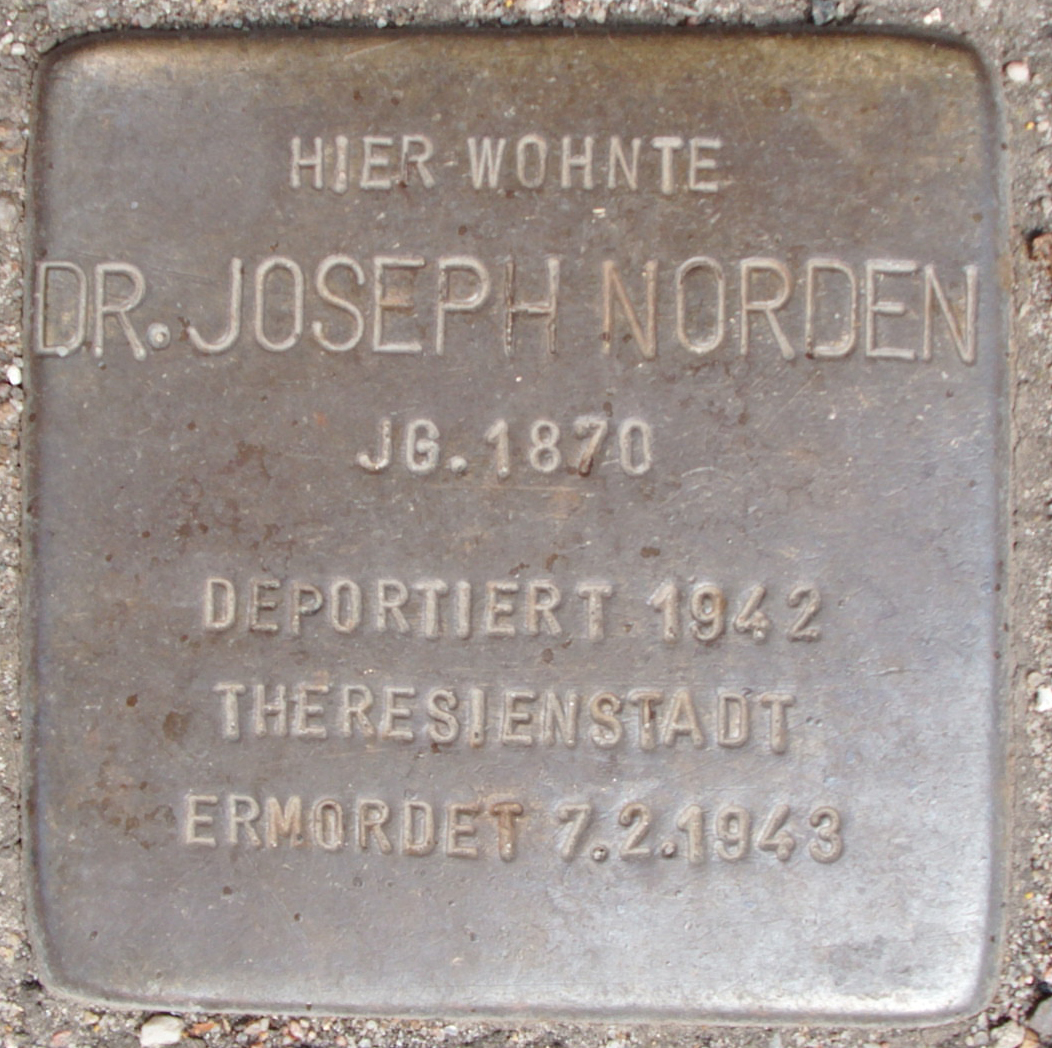
Stolperstein für Joseph Norden, verlegt in Hamburg-Harvestehude, Brahmsallee 8

Joseph Norden (geboren am 17. Juni 1870 in Hamburg; gestorben am 7. Februar 1943 im Ghetto Theresienstadt) war ein deutscher Rabbiner und Vertreter des liberalen Judentums.

## Biografie
Nach dem 1890 abgelegten Abitur am Hamburger Johanneum studierte Norden an der Universität Berlin Philosophie und belegte Kurse am orthodoxen Rabbinerseminar zu Berlin. Norden wurde 1895 an der Universität Halle mit einer Arbeit über den Philosophen Henry Home zum Dr. phil. promoviert und bestand ein Jahr später das Rabbinatsexamen.
Ab 1897 war er Rabbiner in Neustettin und ab 1899 in Myslowitz (Oberschlesien). 1907 trat er die Stelle als Gemeinderabbiner der jüdischen Gemeinde in Elberfeld an, die er bis 1935 innehatte. Am Elberfelder Gymnasium erteilte er auch israelitischen Religionsunterricht für die oberen Klassen. Danach ging er wieder zurück in seine Heimatstadt Hamburg, um dort seinen Ruhestand zu verbringen. Norden wurde nach den Novemberpogromen 1938 in Hamburg für die Tempel-Reform-Bewegung aktiv, um den zuvor geflüchteten Rabbiner Bruno Italiener zu ersetzen.
Mitte Juli 1942 wurde Norden nach Theresienstadt deportiert, wo er 1943 umkam.
Mit seiner Frau Emilie, geb. Meseritz, hatte er fünf Kinder, darunter Albert Norden, einen kommunistischen Politiker, Journalisten und Mitglied des Staatsrats der DDR.

## Ehrungen
Seit 1982 erinnert der Joseph-Norden-Weg im Hamburger Stadtteil Niendorf an ihn. Am 22. April 1987 wurde im selben Stadtteil eine Namenstafel am Mahnmal Tisch mit 12 Stühlen zu Ehren der Widerstandskämpfer angebracht.

## Werke
Bücher
- Die Ethik Henry Homes. Ein Beitrag zur Geschichte der englischschottischen Moralphilosophie im 18. Jahrhundert, Diss. Halle 1895
- David Deutsch (1810-73), ein Rabbiner in Myslowitz und Sohrau O.-S. Ein Lebensbild, Myslowitz 1902 (online)
- Unser Kaiser. Ein Charakterbild in 15 Kanzelvorträgen zu seinen Geburtstagen (1900–1914), Elberfeld 1915
- Die Grundlagen und Ziele des religiös-liberalen Judentums, Frankfurt am Main 1918 (online)
- Joseph Norden: Grundlagen und Ziele des religiös-liberalen Judentums und andere Schriften. In: Ulrike Schrader und Elisa Klapheck (Hrsg.): Schriftenreihe Dr. Joseph Norden. Band 2. Verlag Hentrich & Hentrich, Berlin/Leipzig 2022, ISBN 978-3-95565-579-2.
- De tijd van Overweging, s. l. 1918
- „Auge um Auge – Zahn um Zahn“. Eine vielumstrittene Bibelstelle, Berlin 1926 (online)

als Herausgeber
- Salomon Goldschmidt: Dr. Samson Philip Nathan. Ein Lebens- und Charakterbild, Hamburg 1906 (online)

Aufsatz
- Der „Diener des Ewigen“ (Der „Gottesknecht“), in: Der Morgen 4/6 (1929), S. 581–589 (online)